# كندا في الألعاب البارالمبية الصيفية 2012
شاركت كندا في الألعاب البارالمبية الصيفية لندن 2012, حيث اختتمت الدورة ب 31 ميدالية; 7 ذهبية، 15 فضية و9 برونزية. بهذه النتيجة إحتلت كندا المرتبة العشرون في الدورة.

## وصلات خارجية
- الموقع الرسمي لندن 2012 نسخة محفوظة 28 فبراير 2013 at the UK Government Web Archive